# Lispe albimaculata
Lispe albimaculata este o specie de muște din genul Lispe, familia Muscidae, descrisă de Stein în anul 1910. Conform Catalogue of Life specia Lispe albimaculata nu are subspecii cunoscute.